# Сайпресс-Гарденс (Флорида)
Сайпресс-Гарденс (англ. Cypress Gardens) — переписна місцевість (CDP) в США, в окрузі Полк штату Флорида. Населення — 10 169 осіб (2020).

## Географія
Сайпресс-Гарденс розташований за координатами 27°59′57″ пн. ш. 81°41′2″ зх. д. / 27.99917° пн. ш. 81.68389° зх. д. (27.999102, -81.683969).  За даними Бюро перепису населення США в 2010 році переписна місцевість мала площу 10,91 км², з яких 9,60 км² — суходіл та 1,31 км² — водойми. В 2017 році площа становила 10,28 км², з яких 8,98 км² — суходіл та 1,30 км² — водойми.

## Демографія
Згідно з переписом 2010 року, у переписній місцевості мешкало 8917 осіб у 3689 домогосподарствах у складі 2573 родин. Густота населення становила 818 осіб/км².  Було 4222 помешкання (387/км²).
Расовий склад населення:
| - 90,8 % — білих - 4,5 % — чорних або афроамериканців - 1,9 % — азіатів - 0,4 % — корінних американців - 0,1 % — вихідців з тихоокеанських островів - 1,0 % — осіб інших рас |

До двох чи більше рас належало 1,3 %. Частка іспаномовних становила 6,2 % від усіх жителів.
За віковим діапазоном населення розподілялося таким чином: 20,3 % — особи молодші 18 років, 58,4 % — особи у віці 18—64 років, 21,3 % — особи у віці 65 років та старші. Медіана віку мешканця становила 46,0 року. На 100 осіб жіночої статі у переписній місцевості припадало 91,4 чоловіків;  на 100 жінок у віці від 18 років та старших — 86,8 чоловіків також старших 18 років.
Середній дохід на одне домашнє господарство  становив 66 408 доларів США (медіана — 54 405), а середній дохід на одну сім'ю — 76 891 долар (медіана — 63 962). Медіана доходів становила 46 547 доларів для чоловіків та 36 282 долари для жінок. За межею бідності перебувало 9,5 % осіб, у тому числі 17,5 % дітей у віці до 18 років та 5,2 % осіб у віці 65 років та старших.
Цивільне працевлаштоване населення становило 3925 осіб. Основні галузі зайнятості: освіта, охорона здоров'я та соціальна допомога — 27,1 %, науковці, спеціалісти, менеджери — 13,1 %, мистецтво, розваги та відпочинок — 11,0 %, виробництво — 9,7 %.